# Franz von Minucci
Franz Xaver Graf von Minucci (* 29. April 1767 in München; † 24. September 1812 in Augsburg) war ein bayerischer Generalmajor und Inhaber des Kommandeurkreuzes des Militär-Max-Joseph-Ordens.

## Leben

### Herkunft
Minucci entstammt einer alten bayerischen Soldatenfamilie, die bereits Offiziere in den ersten Ranglisten seit Einführung des Regimentsverbandes im Jahre 1682 stellte. Er war der Sohn des kurfürstlichen Kämmerers, Oberstwachtmeisters und Inhabers „legionis equestris“ Karl Albert Graf Minucci und dessen Gattin Maria Josepha, geborene Gräfin von Wahl.

### Militärkarriere
Im Alter von 10 Jahren trat Minucci in das Wallische Dragonerregiment ein und wurde dort am 23. April 1777 zum Fähnrich ernannt (noch ohne Gehalt, da noch minderjährig). Mit dem 14. Dezember 1782 wurde er zum Lieutenant im Infanterie-Regiment „Pfalzgraf Max Joseph von Zweibrücken“ ernannt und in diesem am 9. Juni 1786 zum Hauptmann befördert. Im 4. Grenadier-Regiment „Freiherr von Baden“ am 18. Juni 1791 zum Major ernannt, erfolgte am 2. November 1792 die Versetzung zum Grenadier-Leib-Regiment. Minucci wurde am 16. Dezember 1795 zum Oberstleutnant im 8. Füsilier-Regiment „Morawitzky“ befördert und am 15. Oktober 1796 zum Grenadier-Regiment „Kurprinz“ versetzt. In dem im April 1800 gebildeten Subsidienkorps führte Minucci ein Bataillon des Regiments unter dem Kommando des Generalmajors Bernhard Erasmus von Deroy. Während des Feldzugs gegen Frankreich zeichnete er sich am 5. Juni 1800 bei Biberach, auf der Weidenbühler Höhe besonders aus und wurde in offiziellen Berichten des Generalleutnants Christian von Zweybrücken rühmend genannt. Am 17. Juni 1800 vereitelte er mit seinem Bataillon bei Leipheim den französischen Versuch, die abgeworfene Donaubrücke wiederherzustellen und über den Fluss zu setzen. Beim Gefecht bei Neuburg an der Donau kämpfte das Bataillon „Minucci“ zusammen mit dem Bataillon „Zedtwitz“ in der Nähe des Dorfes Oberhausen mit verbissener Hartnäckigkeit. Nachdem die Munition verschossen war, kämpften die Grenadiere mit Bajonett und Gewehrkolben noch bis spät in die Nacht gegen die französische Übermacht und setzten sich mit Unterstützung durch das österreichische Dragoner-Regiment „Latour“ geordnet ab. Hierfür erhielt er gemäß Kabinettsordre vom 20. August 1800 das Militär-Ehrenzeichen. Mit Wirkung vom 30. Juni 1801 wurde Minucci zum Oberst und Kommandanten des Infanterie-Regiments „Pius“ ernannt.
Nach der Einverleibung von Würzburg durch Bayern im März 1803 wurde aus den würzburgischen Truppen das 12. Infanterie-Regiment aufgestellt, zu dessen ersten Kommandanten Minucci am 15. März 1803 ernannt wurde. Auch nach seiner Beförderung zum Generalmajor am 28. September 1804 behielt er noch bis 26. September 1805 das Regimentskommando. Mit Armeebefehl vom 27. September 1805 wurde ihm das Kommando über die 5. Brigade übertragen. Mit dieser Brigade nahm er am Feldzug gegen Österreich teil, wobei er sich im Gefecht bei Iglau am 5. Dezember 1805 besonders auszeichnete, so dass er im Armeebefehl vom 11. Januar 1806 ausdrücklich belobigt wurde. Mit der Stiftung des Militär-Max-Joseph-Ordens wurde Minucci gemäß Armeebefehl vom 1. März 1806 zum Kommandeur des Ordens ernannt, nachdem er schon drei Wochen vorher mit dem Kommandeurkreuz der französischen Ehrenlegion ausgezeichnet worden war (bestätigt durch Armeebefehl vom 13. März 1806).
Zu Beginn des Krieges gegen Preußen im Oktober 1806 führte Minucci die 2. Brigade, die der Division „Wrede“ unterstellt war und aus dem 3. Infanterie-Regiment, 7. Infanterie-Regiment, dem 4. leichten Bataillon „Zoller“, dem 3. Chevaulegers-Regiment sowie einer fahrenden Batterie bestand. Am 9. November 1806 wurde ihm der Interimsbefehl über die 2. Division übertragen, da General Paul von Mezanelli, der bis den erkrankten Wrede vertreten hatte, den Befehl über eine kombinierte Reiterbrigade übernahm. Er führte die Division bis 9. Dezember 1806 zu den Truppen des Prinzen Jérôme Bonaparte, der bei Hundsleben ein Belagerungscorps vor Breslau befehligte. Am 24. Dezember 1806 schlug Minucci mit dem 3. Linien-Infanterie-Regiment „Herzog Karl“ und dem I. Bataillon des 7. Linien-Infanterie-Regiments „Löwenstein“ den Entsatzversuch des heranrückenden Fürsten Anhalt-Pleß bei Strehlen zurück und brachte den Entsatztruppen Verluste von 100 Toten, 200 Gefangenen und einer erbeuteten Kanone ein. Breslau kapitulierte am 3. Januar 1807. Im Armeebefehl vom 18. Januar 1807 wurden der Truppe und dem Kommandanten für die bewiesene Standhaftigkeit und ihren Mut sowie die vorzügliche Einsicht und Bravour Dank und Zufriedenheit ausgedrückt. Nach Rückkehr der Armee erhielt Minucci gemäß Armeebefehl vom 24. Dezember 1807 die 1. Brigade beim Generalkommando in Schwaben, das ab 24. September 1808 in Generalkommando Augsburg umbenannt wurde.
Im Feldzug gegen Österreich führte Minucci die 1. Infanterie-Brigade der 2. Division „Wrede“. Im Gefecht bei Neumarkt am 24. April 1809 sowie beim Sturm auf den Lofer- und Strubpass am 11. Mai 1809 focht er mit großer Bravour, so dass ihm im Armeebefehl vom 1. Juni 1809 die höchste Anerkennung zugesprochen wurde. Nachdem Generalleutnant Wrede während der Schlacht bei Wagram am 6. Juli 1809 gezwungen war, aufgrund einer Verwundung das Schlachtfeld zu verlassen, übernahm Generalmajor Minucci das Kommando über die Division und kämpfte mit ihr glücklich bis Sonnenuntergang. Am darauf folgenden Tag hielt die Division den Geländeabschnitt um das Dorf Teschwitz, das von Minuccis Truppen in besonderer Tapferkeit gehalten wurde. Am 11. Juli 1809 bewährte er sich ein weiteres Mal im Gefecht bei Znaim. Mit dem Armeebefehl vom 29. Juli 1809 wurden die 2. Division und ihr Führer hierfür ausdrücklich für ihren beharrlichen Mut gelobt.
Während des Feldzugs gegen Russland im Jahre 1812 nahm Minucci trotz angeschlagener Gesundheit teil. Im Mai 1812 musste er wegen einer schweren Erkrankung in Rossiszwewo die Armee verlassen. Kaum in der Heimat angekommen starb Minucci am 24. September 1812 zu Augsburg.

## Ehrungen
Das Vorwerk XXIII der Festung Ingolstadt erhielt am 26. Januar 1842 den Namen „Minucci“.